# Polnische Kronarmee
Die Polnische Kronarmee (pol. Armia koronna) war der polnische Anteil der bewaffneten Streitkräfte der beiden gemeinsamen Republiken Königreich Polen und das Großfürstentum Litauen in der Zeit von 1569 bis zur Auflösung des polnischen Staates in Folge der Dritten Polnischen Teilung 1795.

## Geschichte
Seit dem 15. Jahrhundert gab es ein kleines stehendes Heer, das unter dem Oberbefehl des polnischen Königs stand. Dieses Heer wurde obrona potoczna genannt und hatte eine Stärke von 1500 bis 3000 Mann. Im Kriegsfall wurde es durch das Adelsaufgebot (Pospolite ruszenie) und Söldnertruppen verstärkt. 1562 wurde durch den Sejm eine Verstärkung des stehenden Heeres bewilligt. Die Armee bestand fortan aus 3000 bis 5000 Mann und bestand vorwiegend aus leichter Kavallerie die von sogenannten Hetmans (Großhetman der polnischen Krone und Feldhetman der polnischen Krone) geführt wurden. Die Bezeichnung der Armee wandelte sich; fortan an wurde sie (zu deutsch) Quartigna genannt, weil ein Viertel der königlichen Domäneneinkünfte zu deren Unterhalt verwendet werden sollte. Sie sollten die Grenze im Süden und Osten gegen tatarische Einfälle schützen.
Nach der Formung der Realunion mit dem Großfürstentum Litauen bildete die polnische Kronarmee zusammen mit der litauischen Armee die gemeinsamen bewaffneten Streitkräfte, wobei beide Armeen eigenständig blieben. Die polnische Kronarmee machte etwa zwei Drittel bis drei Viertel der Gesamtstärke der Armee Polen-Litauens aus.
Um 1660 hatte die polnische Kronarmee eine Stärke von 54.000 bis 60.000 Mann erreicht. Von diesem Zeitpunkt an ging ihre Zahl stetig zurück, da die polnische Zentralmacht durch Kriege und Opposition des Adels stetig an Macht verlor und eine entsprechende Verteidigungsinfrastruktur nicht mehr aufrechterhalten werden konnte.
Die für Polen dieser Zeit typischen Adelskonföderationen hielten eigene Armeekräfte, die nicht dem polnischen König unterstanden. Diese konnten bisweilen in der Zahl der polnischen Kronarmee überlegen sein.
Nachfolgend ist die Stärke der polnischen Kronarmee im Großen Nordischen Krieg nach den einzelnen Truppengattungen aufgelistet.
| Truppenteil           | 1696   | 1699   | 1700   | 1702   |
| --------------------- | ------ | ------ | ------ | ------ |
| Hussaria              | 02.046 | 01.530 | 01.530 | 01.600 |
| Musketiere            | 01.116 | 0940   | 0900   | 0900   |
| Panzerreiter          | 06.315 | 04.900 | 04.770 | 04.920 |
| Leichte Kavallerie    | 02.252 | 0680   | 0660   | 0710   |
| Infanterie            | 09.240 | 07.230 | 06.740 | 07.040 |
| Ungarische Infanterie | 0635   | 0470   | 0470   | 0470   |
| Dragoner              | 02.260 | 02.500 | 02.500 | 02.500 |
| TOTAL                 | 23.914 | 18.250 | 17.570 | 18.140 |

Mit dem wachsenden Einfluss der Nachbarmächte wie er auf dem Stummen Sejm von 1717 sichtbar wurde, verringerte sich die Verteidigungsfähigkeit der Kronarmee im 18. Jahrhundert kontinuierlich weiter. 1717 betrug die vom Sejm genehmigte Gesamtstärke beider Armeen 24.200 Mann, wovon 18.000 Mann die polnische Kronarmee formte und 6.200 Mann von Litauen gestellt wurde. Damit war sie ihren Nachbarn Preußen, Russland und Österreich um ein Mehrfaches unterlegen. Diese an sich schon geringe Zahl sank im Verlauf des 18. Jahrhunderts weiter auf 16.000 Mann.

## Galerie

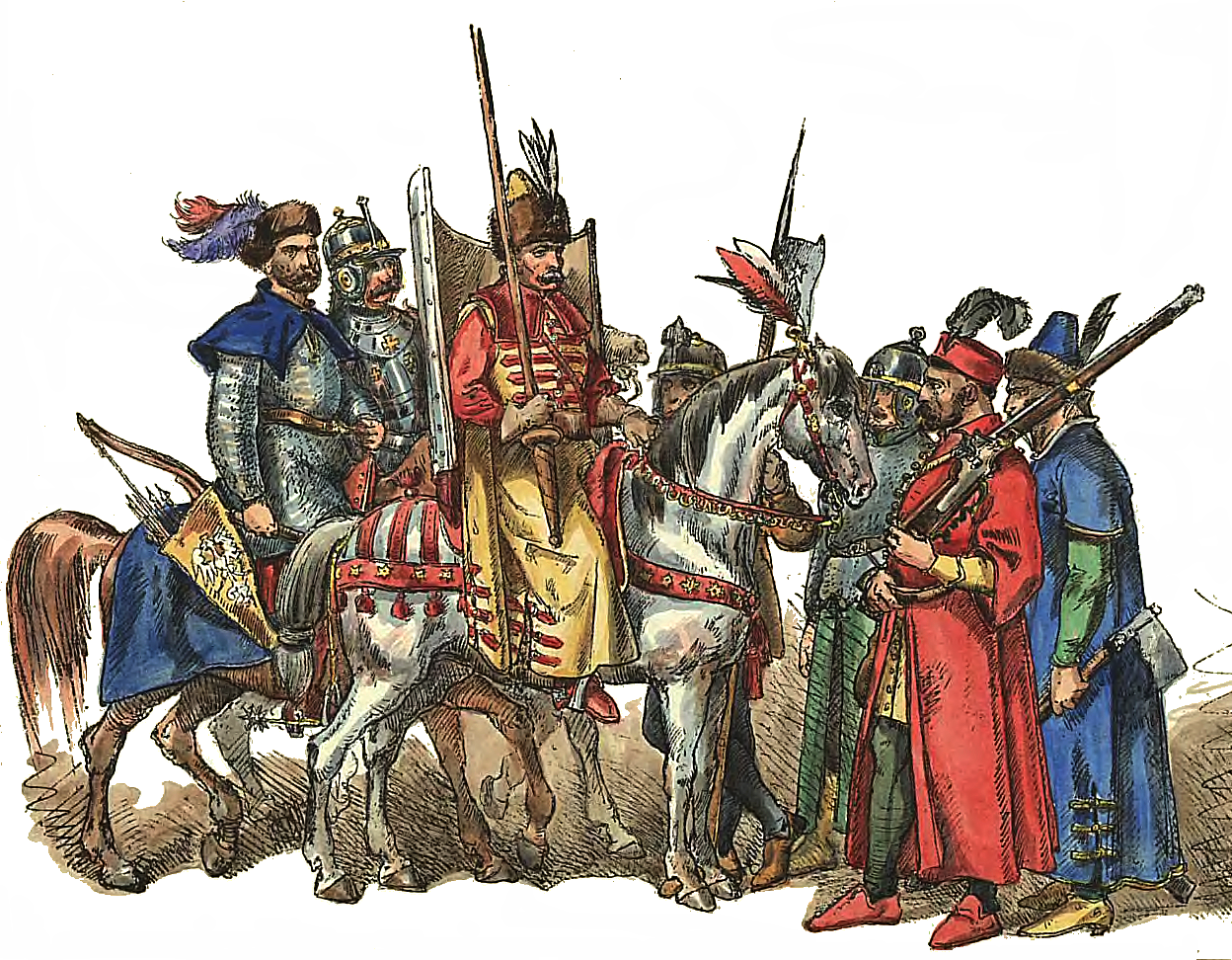
Polnische Soldaten zwischen 1576–1586. (von Jan Matejko)
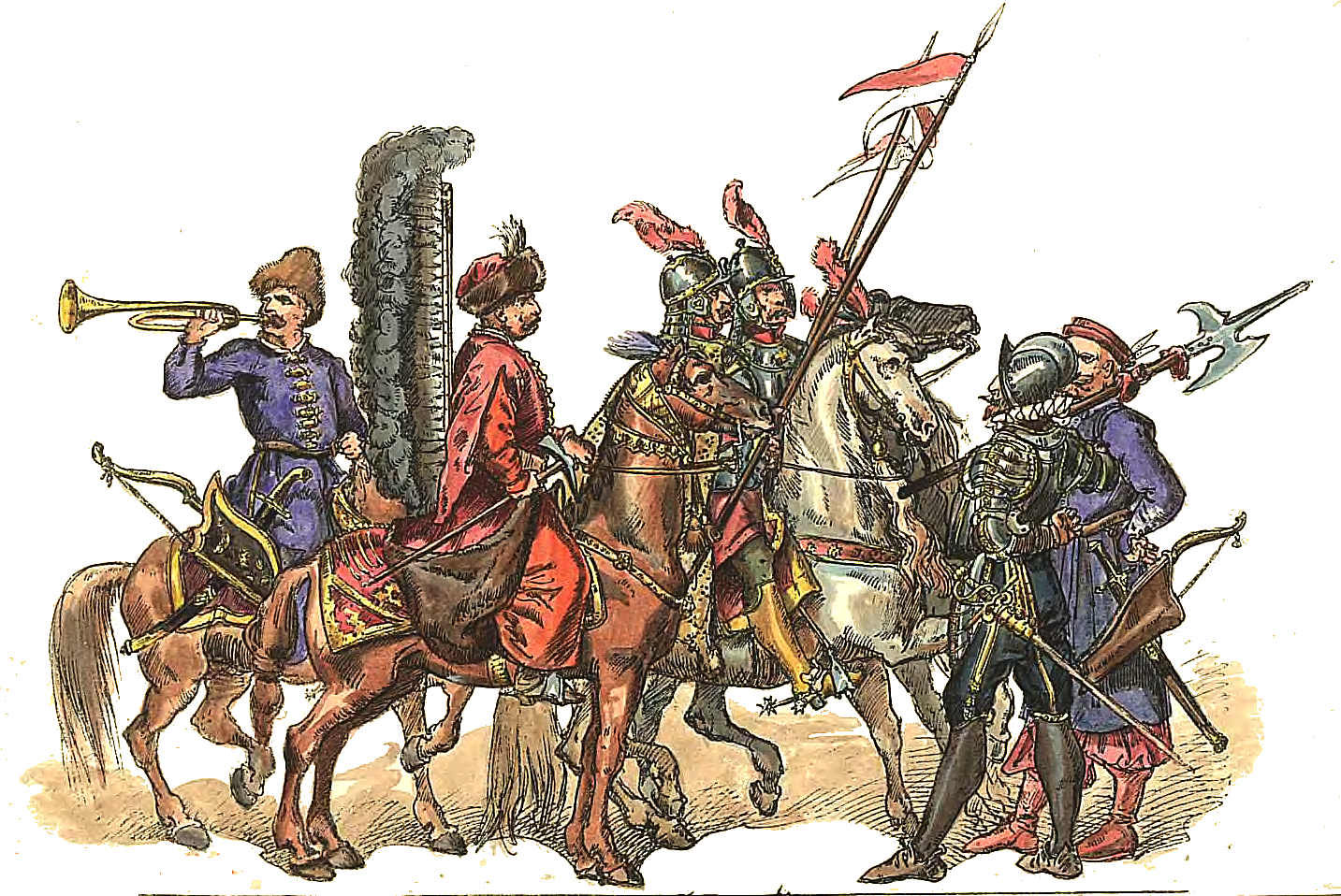
Polnische Soldaten zwischen 1588–1632
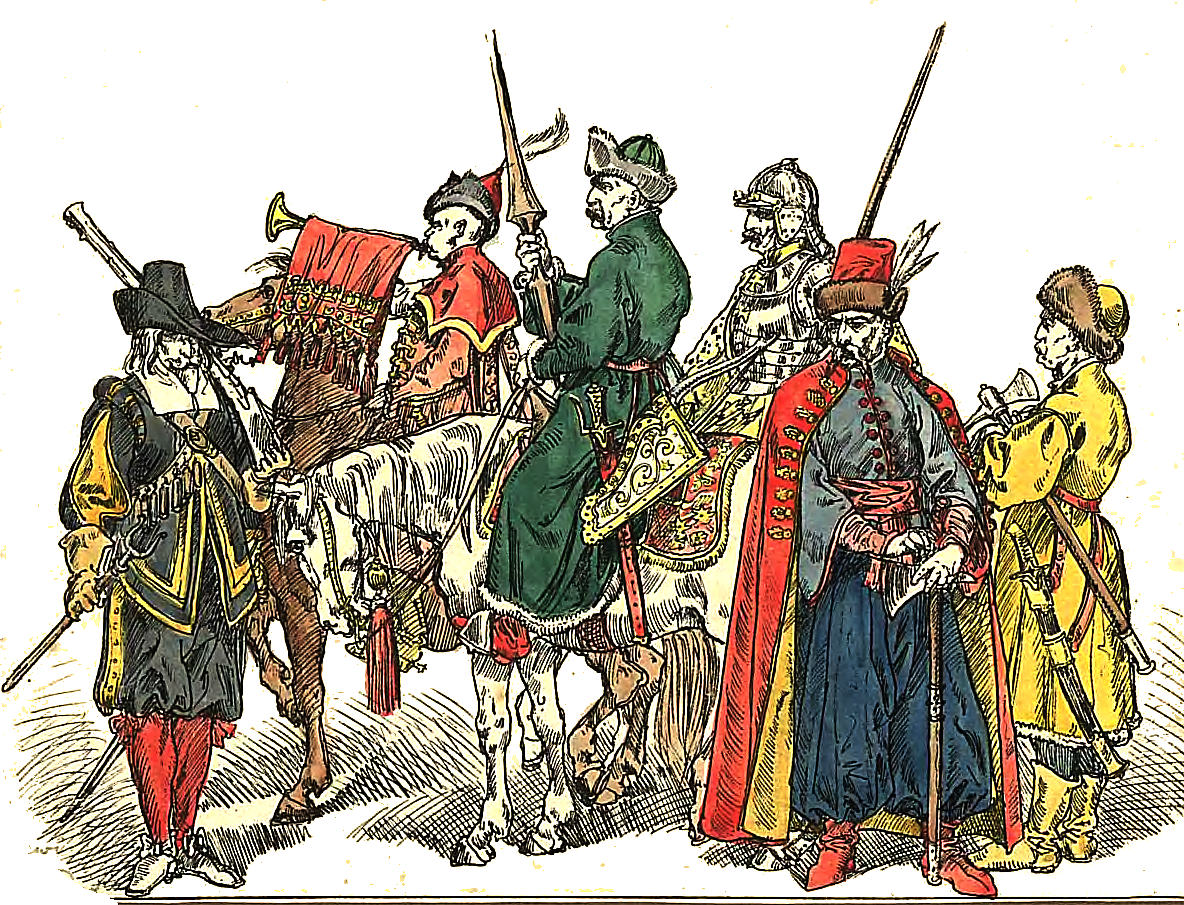
Polnische Soldaten zwischen 1633–1668.
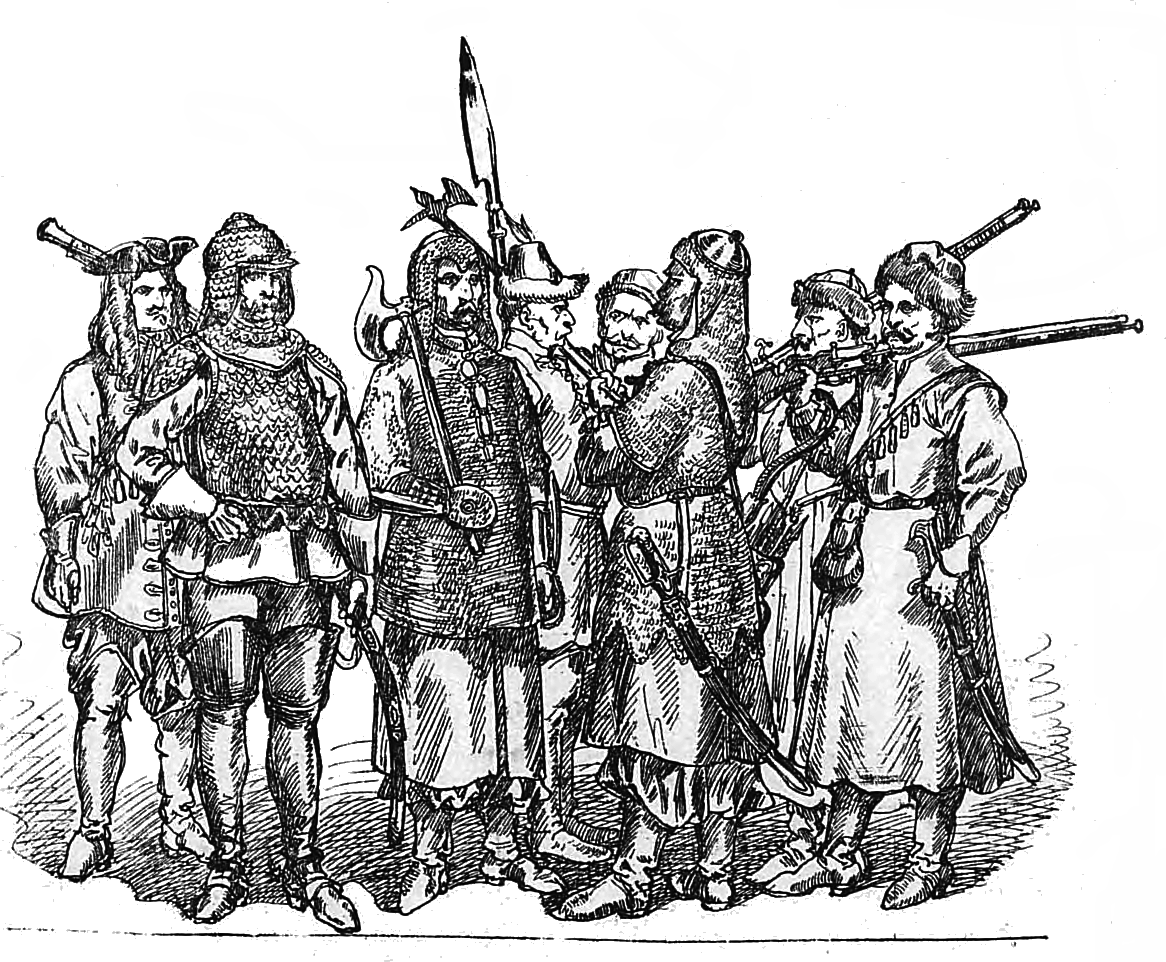
Polnische Soldaten zwischen 1674–1696.
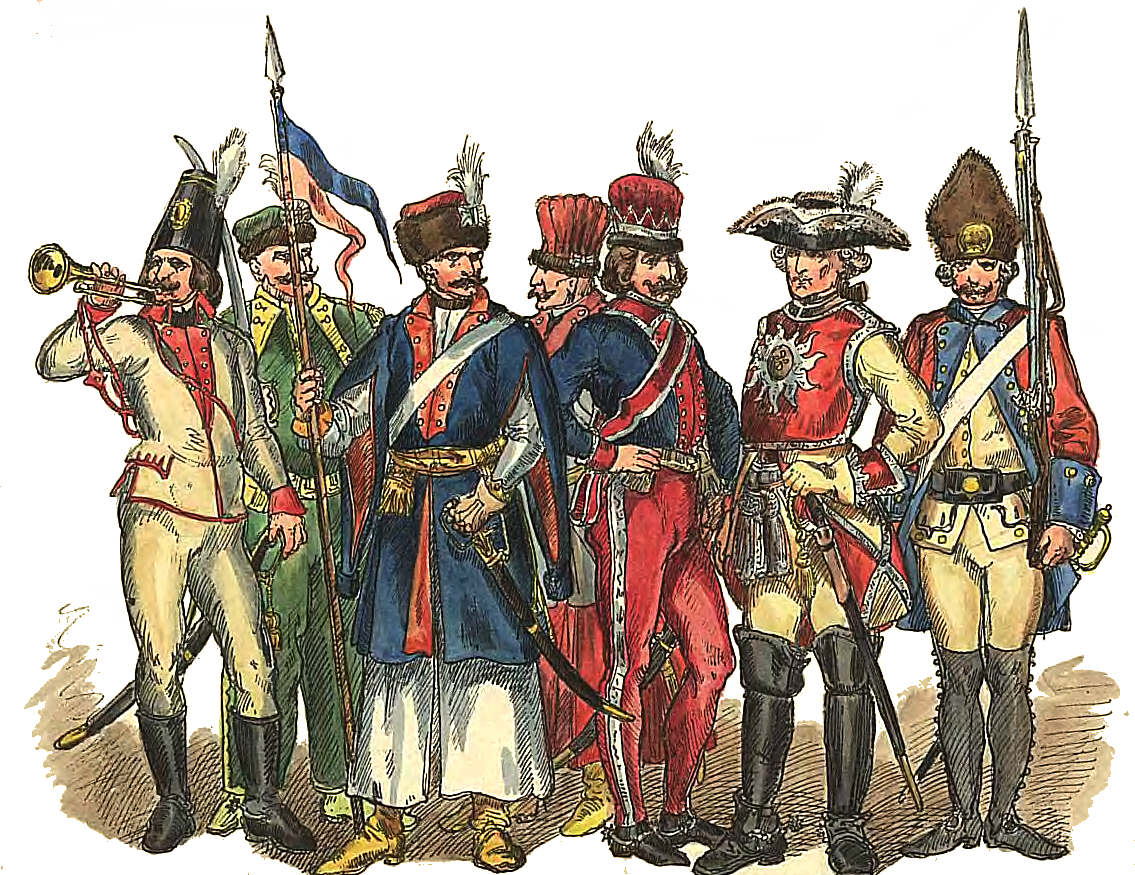
Polnische Soldaten zwischen 1697–1795.